# Шахматная олимпиада 2016
42-я шахматная олимпиада, организованная ФИДЕ, прошла в Баку с 1 по 14 сентября 2016 года, в Бакинском кристальном зале. В олимпиаде приняли участие 182 мужские и 142 женские команды. В открытом турнире победа досталась сборной США, в женском турнире — сборной Китая.

## Выбор города
8 сентября 2012 года Генеральная ассамблея ФИДЕ объявила о проведение Всемирной шахматной олимпиады в 2016 году в Баку. Заявки Албены и Таллина не были утверждены, так как не была презентация перед голосованием.
Федерация шахмат Азербайджана выступила с предложением провести в 2016 году шахматную олимпиаду и Кубок мира 2015 года в Баку в июле. Из бюджета на проведение шахматной олимпиады 2016 планируется выделить 13,3 млн евро: 6,8 млн будет выделено на жильё для игроков и делегатов. Ещё 1 млн запланировано на Комиссию ФИДЕ по чемпионатам мира и олимпиадам и интеллектуальным правам.
Делегация Армении потребовала, чтобы безопасность армянских игроков была гарантирована. По этой причине ФИДЕ планировала создать специальную рабочую группу. Министр молодёжи и спорта Азербайджана гарантировал обеспечение безопасности армянских спортсменов. Также министр поддержал предложение ФИДЕ провести в Нагорном Карабахе детский турнир с участием юных азербайджанских и армянских шахматистов при условии беспрепятственного принятия участия всех гостей из Азербайджана и в условиях обеспечения безопасности. Тем не менее Армения отказалась от участия в бакинской олимпиаде.
Было также объявлено о проведении в Баку Кубка мира по шахматам 2015 года.

## Логотип
Логотип Олимпиады был представлен в октябре 2015 года. На нём изображён Бакинский кристальный зал, в котором будет проходить Олимпиада.

## Результат
В турнире мужских команд (открытый турнир) победу одержала сборная США, второй результат показала сборная Украины, третий — сборная России.
В турнире женских команд (женский турнир) победили шахматистки сборной Китая, серебро досталось сборной Польши, бронза сборной Украины.
Лучшими на своих досках в открытом турнире стали:
- 1-я доска — Баадур Джобава ( Грузия)
- 2-я доска — Владимир Крамник ( Россия)
- 3-я доска — Уэсли Со ( США)
- 4-я доска — Лоран Фрессине ( Франция)
- Резервная доска — Андрей Волокитин ( Украина)

В женском турнире лучший результат показали:
- 1-я доска — Анна Музычук ( Украина)
- 2-я доска — Валентина Гунина ( Россия)
- 3-я доска — Гюльнар Мамедова ( Азербайджан)
- 4-я доска — Тань Чжунъи ( Китай)
- Резервная — Го Ци ( Китай)

## Составы команд

#### США
Каруана, Накамура, Со, Шенкленд, Р. Робсон

#### Украина
Эльянов, Пономарёв, Криворучко, А. Коробов, Волокитин

#### Россия
Карякин, Крамник, Я. Непомнящий, Томашевский, Грищук

#### Индия
Харикришна, Адхибан, Видит, Сетхураман, Картикеян

#### Норвегия
Карлсен, Хаммер, Тари, Уркедаль, Н. Гетц

#### Турция
Шолак, Ипатов, Йилмаз, Джан, Эсен

#### Польша
Войташек, Дуда, Бартель, Пёрун, Сверч

#### Франция
Вашье-Лаграв, Мазе, Эдуар, Фрессине, Бауэр

#### Англия
Адамс, Д. Хауэлл, Макшейн, Г. Джонс, Шорт

#### Перу
Э. Кордова, Кори, Вера Сигенас, К. Крус, Ф. Фернандес